# Martano
Martano är en ort och kommun i provinsen Lecce i regionen Apulien i Italien. Kommunen hade 9 087 invånare (2017).